# Marcelo Pugliese
Marcelo Adrián Pugliese (ur. 2 września 1968 w Buenos Aires) – argentyński lekkoatleta specjalizujący się w rzucie dyskiem, wcześniej w rzucie młotem. Czterokrotny mistrz Ameryki Południowej, złoty medalista mistrzostw ibero-amerykańskich i igrzysk Ameryki Południowej, trzykrotny olimpijczyk (Atlanta, Sydney, Ateny).

## Przebieg kariery
W 1987 roku został dwukrotnym wicemistrzem Ameryki Południowej juniorów, medale zdobywał w konkurencji rzutu dyskiem oraz rzutu młotem. W 1989 zdobył pierwszy w karierze medal mistrzostw kontynentu seniorów, był to złoty medal w konkurencji rzutu młotem. Rok później wywalczył trzy medale igrzysk Ameryki Południowej, w konkurencjach: rzutu dyskiem, rzutu młotem oraz pchnięcia kulą. Na rozgrywanych w Limie mistrzostwach Ameryki Południowej zdobył w konkurencji rzutu młotem drugi medal, tym razem sięgnął on po tytuł wicemistrzowski. W 1994 roku zaś otrzymał pierwszy w historii swych występów medal na mistrzostwach ibero-amerykańskich.
Brał udział w igrzyskach olimpijskich w Atlancie. W swym występie odpadł w eliminacjach, zajmując 17. pozycję z rezultatem 56,72 m.
Z kolei w 1997 zaliczył debiut na mistrzostwach świata, ale odpadł w eliminacjach, zajmując 17. pozycję. Rok później uczestniczył w igrzyskach Ameryki Południowej, gdzie zdobył ostatni w karierze medal międzynarodowych zmagań sportowych w konkurencji innej niż rzut dyskiem, był to brązowy medal w konkurencji pchnięcia kulą.
W drugim olimpijskim występie, który miał miejsce w Sydney, zawodnik osiągnął w eliminacjach wynik 56,30 m i zajął 19. pozycję w kolejce, tym samym odpadając z dalszej rywalizacji.
Bez sukcesów startował także na mistrzostwach świata w Edmonton, odpadł bowiem w fazie eliminacji. W 2003 zdobył ostatni, czwarty w karierze tytuł mistrza Ameryki Południowej. Na igrzyskach olimpijskich w Sydney zajął 14. pozycję w eliminacjach, uzyskując wynik 56,06 m.
Po raz ostatni w zawodach międzynarodowych wystąpił w 2006 roku na mistrzostwach ibero-amerykańskich, gdzie zajął 2. pozycję w konkurencji rzutu dyskiem. Zdobył srebrny medal, który został jednak mu odebrany z powodu wykrycia dopingu w jego organizmie.
W latach 1998-1999 oraz 2001-2003 pięciokrotnie sięgał po tytuł mistrza Argentyny.

## Osiągnięcia
| Rok     | Zawody                                   | Miasto         | Miejsce | Konkurencja    | Wynik |
| ------- | ---------------------------------------- | -------------- | ------- | -------------- | ----- |
| 1987    | Mistrzostwa Ameryki Południowej juniorów | Santiago       | 2.      | rzut młotem    | 59,66 |
| 1987    | Mistrzostwa Ameryki Południowej juniorów | Santiago       | 2.      | rzut dyskiem   | 44,12 |
| 1989    | Mistrzostwa Ameryki Południowej          | Medellín       | 1.      | rzut młotem    | 67,00 |
| 1990    | Igrzyska Ameryki Południowej             | Lima           | 2.      | rzut młotem    | 58,74 |
| 1990    | Igrzyska Ameryki Południowej             | Lima           | 3.      | pchnięcie kulą | 14,76 |
| 1990    | Igrzyska Ameryki Południowej             | Lima           | 3.      | rzut dyskiem   | 46,70 |
| 1991    | Mistrzostwa Ameryki Południowej          | Manaus         | 2.      | rzut dyskiem   | 53,08 |
| 1993    | Mistrzostwa Ameryki Południowej          | Lima           | 2.      | rzut młotem    | 67,36 |
| 1994    | Mistrzostwa ibero-amerykańskie           | Mar del Plata  | 3.      | rzut dyskiem   | 59,18 |
| 1994    | Igrzyska Ameryki Południowej             | Valencia       | 3.      | rzut dyskiem   | 56,40 |
| 1995    | Mistrzostwa Ameryki Południowej          | Manaus         | 2.      | rzut dyskiem   | 57,80 |
| 1996    | Mistrzostwa ibero-amerykańskie           | Medellín       | 3.      | rzut dyskiem   | 54,32 |
| 1996    | Letnie igrzyska olimpijskie              | Atlanta        | 17. H   | rzut dyskiem   | 56,72 |
| 1997    | Mistrzostwa Ameryki Południowej          | Mar del Plata  | 2.      | rzut dyskiem   | 54,18 |
| 1997    | Mistrzostwa świata                       | Ateny          | 17. H   | rzut dyskiem   | 57,34 |
| 1998    | Mistrzostwa ibero-amerykańskie           | Lizbona        | 3.      | rzut dyskiem   | 58,19 |
| 1998    | Igrzyska Ameryki Południowej             | Cuenca         | 1.      | rzut dyskiem   | 59,74 |
| 1998    | Igrzyska Ameryki Południowej             | Cuenca         | 3.      | pchnięcie kulą | 15,46 |
| 1999    | Mistrzostwa Ameryki Południowej          | Bogota         | 1.      | rzut dyskiem   | 59,23 |
| 1999    | Igrzyska panamerykańskie                 | Winnipeg       | 6.      | rzut dyskiem   | 56,34 |
| 2000    | Mistrzostwa ibero-amerykańskie           | Rio de Janeiro | 2.      | rzut dyskiem   | 58,14 |
| 2000    | Letnie igrzyska olimpijskie              | Sydney         | 19. H   | rzut dyskiem   | 56,30 |
| 2001    | Mistrzostwa Ameryki Południowej          | Manaus         | 1.      | rzut dyskiem   | 56,30 |
| 2001    | Mistrzostwa świata                       | Edmonton       | 13. H   | rzut dyskiem   | 54,06 |
| 2002    | Mistrzostwa ibero-amerykańskie           | Gwatemala      | 1.      | rzut dyskiem   | 59,00 |
| 2003    | Mistrzostwa Ameryki Południowej          | Barquisimeto   | 1.      | rzut dyskiem   | 57,44 |
| 2003    | Igrzyska panamerykańskie                 | Santo Domingo  | 8.      | rzut dyskiem   | 55,88 |
| 2004    | Mistrzostwa ibero-amerykańskie           | Huelva         | 4.      | rzut dyskiem   | 59,05 |
| 2004    | Letnie igrzyska olimpijskie              | Ateny          | 14. H   | rzut dyskiem   | 56,06 |
| 2005    | Mistrzostwa Ameryki Południowej          | Cali           | 2.      | rzut dyskiem   | 56,76 |
| 2006    | Mistrzostwa ibero-amerykańskie           | Ponce          | 2.      | rzut dyskiem   | 53,46 |
| Źródło: |                                          |                |         |                |       |

## Rekordy życiowe
- pchnięcie kulą – 15,62 (23 marca 1997, Buenos Aires)
- rzut dyskiem – 64,23 (27 kwietnia 2002, Mar del Plata)
- rzut młotem – 68,90 (22 października 1995, Buenos Aires)

Źródło: 